# Zwei am großen See
Zwei am großen See ist eine Heimatfilm-Reihe von Produzent Ernst von Theumer junior. Von 2003 bis 2006 entstanden fünf Spielfilme, die in Bad Tölz sowie am Starnberger See und am Tegernsee und Umgebung gedreht wurden.

## Handlung
Regina Lechner führt den Haushalt des alten Justus Haslinger. Sie hofft, dass dieser ihr seine Chiemsee-Villa vererben wird. Doch bei der Testamentseröffnung fällt die Immobilie an Antonia Berger, die erst zu diesem Zeitpunkt erfährt, dass Justus ihr Vater war.
Regina muss Schulden machen, da sie fest mit der Villa gerechnet hat und nun ihre gerade erstandene Wohnung nicht abbezahlen kann. In diese Falle trieb sie der fiese Geschäftsmann und Seewirt Bartholomäus Breitwieser. Sein Plan war es, dadurch Regina die Villa gegen geringes Salär abzuluchsen. Es ist die einzige Villa am See mit direktem Seezugang und gastronomisch dadurch sehr wertvoll. Breitwieser macht sich also an die wahre Erbin Antonia heran. Doch als Antonia erfährt, dass Breitwieser die Villa nur abreißen will, um auf dem Grundstück zu bauen, beschließt sie kurzerhand, mit Regina als Partnerin selbst ein Hotel zu eröffnen.
In fünf Filmen wird die Geschichte weitererzählt. Involviert ist zudem eine lokale Amigo-Mafia, zu der auch der Bürgermeister und der Sparkassendirektor zählen, die mit Breitwieser fast alles unternehmen, um an das Grundstück zu kommen. Auf der Seite von Antonia und Regina kämpft zudem Anwältin Johanna Lottermeier.

## Filme
Insgesamt entstanden fünf Filme der Reihe. Regie führte Walter Bannert.
- 2004: Zwei am großen See
- 2005: Zwei am großen See – Die Eröffnung
- 2005: Zwei am großen See – Angriff aufs Paradies
- 2006: Zwei am großen See – Feindliche Übernahme
- 2006: Zwei am großen See – Große Gefühle

## Kritiken
„Der Humor ist diskret, das Ambiente sommerlich-heiter und das charmante Ensemble in guter Spiellaune – da sieht man schon mal entspannt über die triviale Geschichte hinweg. Seichtes Vergnügen vor Bilderbuchkulisse.“